# Municipio de Rolling Green (Minnesota)
El municipio de Rolling Green (en inglés: Rolling Green Township) es un municipio ubicado en el condado de Martin en el estado estadounidense de Minnesota. En el año 2010 tenía una población de 266 habitantes y una densidad poblacional de 2,96 personas por km².

## Geografía
El municipio de Rolling Green se encuentra ubicado en las coordenadas 43°37′38″N 94°33′45″O / 43.62722, -94.56250. Según la Oficina del Censo de los Estados Unidos, el municipio tiene una superficie total de 89.96 km², de la cual 88,94 km² corresponden a tierra firme y (1,13 %) 1,02 km² es agua.

## Demografía
Según el censo de 2010, había 266 personas residiendo en el municipio de Rolling Green. La densidad de población era de 2,96 hab./km². De los 266 habitantes, el municipio de Rolling Green estaba compuesto por el 92,86 % blancos, el 0,38 % eran amerindios, el 1,5 % eran asiáticos, el 2,26 % eran de otras razas y el 3,01 % eran de una mezcla de razas. Del total de la población el 4,51 % eran hispanos o latinos de cualquier raza.